# Boseň
Boseň (německy Bosin) je obec v okrese Mladá Boleslav ve Středočeském kraji. V obci zde žije 527 obyvatel.

## Poloha
Obec Boseň se rozkládá asi čtrnáct kilometrů severovýchodně od Mladé Boleslavi a čtyři kilometry jihovýchodně od města Mnichovo Hradiště.

## Historie

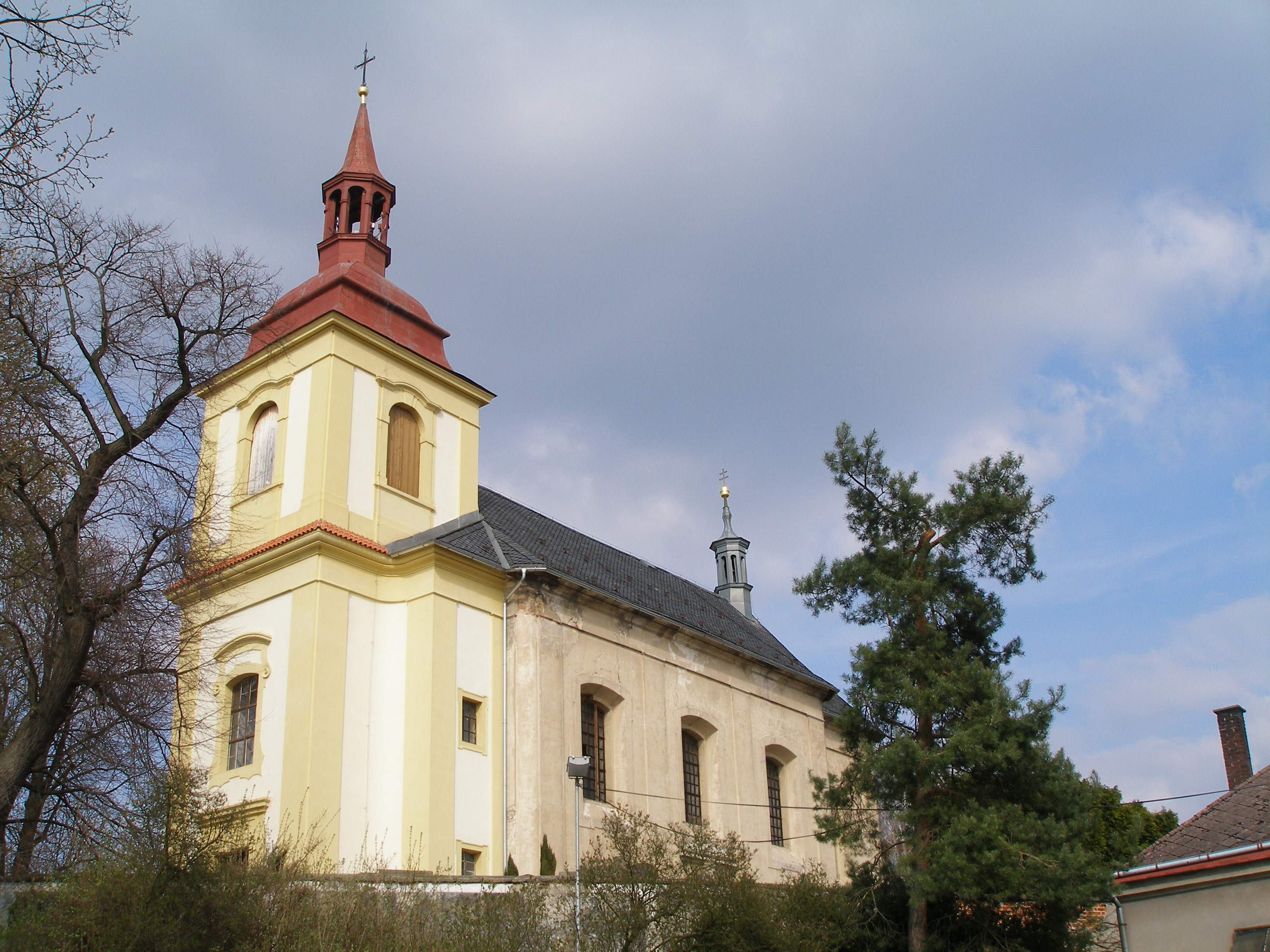
Kostel svatého Václava

První písemná zmínka o vesnici pochází z roku 1057. Dominantu okolní krajiny tvoří zřícenina skalního hradu Valečov ze 14. století.
Ve vesnici Boseň s 667 obyvateli v roce 1932 byly evidovány tyto živnosti a obchody: obchod s cukrovinkami, dlaždič, obchod s dobytkem, dva holiči, tři hostince, kapelník, kolář, kovář, dvě krejčí, dvě lomy, obuvník, řezník, 4 obchody se smíšeným zbožím, spořitelní a záložní spolek, dvě trafiky, truhlář, velkostatek, zahradnictví.

### Současnost
V obci bylo v roce 2009 vybudováno nové dětské hřiště. Dále je v obci mateřská a zahradnická školka.

## Obyvatelstvo
| Rok            | 1869 | 1880 | 1890 | 1900 | 1910 | 1921 | 1930 | 1950 | 1961 | 1970 | 1980 | 1991 | 2001 | 2011 | 2021 |
| -------------- | ---- | ---- | ---- | ---- | ---- | ---- | ---- | ---- | ---- | ---- | ---- | ---- | ---- | ---- | ---- |
| Počet obyvatel | 950  | 962  | 967  | 864  | 828  | 853  | 798  | 612  | 595  | 526  | 443  | 358  | 368  | 445  | 525  |
| Počet domů     | 118  | 132  | 134  | 135  | 141  | 147  | 167  | 170  | 160  | 147  | 132  | 161  | 177  | 209  | 226  |

## Obecní správa

### Územněsprávní začlenění
Dějiny územněsprávního začleňování zahrnují období od roku 1850 do současnosti. V chronologickém přehledu je uvedena územně administrativní příslušnost obce v roce, kdy ke změně došlo:
- 1850 země česká, kraj Jičín, politický okres Mladá Boleslav, soudní okres Mnichovo Hradiště[7]
- 1855 země česká, kraj Mladá Boleslav, soudní okres Mnichovo Hradiště[7]
- 1868 země česká, politický i soudní okres Mnichovo Hradiště[7]
- 1939 země česká, Oberlandrat Jičín, politický i soudní okres Mnichovo Hradiště[8]
- 1942 země česká, Oberlandrat Praha, politický okres Mladá Boleslav, soudní okres Mnichovo Hradiště[9]
- 1945 země česká, správní i soudní okres Mnichovo Hradiště[10]
- 1949 Liberecký kraj, okres Mnichovo Hradiště[11]
- 1960 Středočeský kraj, okres Mladá Boleslav[12]
- k 1. lednu 1988 Středočeský kraj, okres Mladá Boleslav, obec Kněžmost[13]
- k 24. listopadu 1990 Středočeský kraj, okres Mladá Boleslav[13]

### Části obce
- Boseň
- Mužský
- Zápudov
- Zásadka

### Obecní symboly
Znak a vlajka byly obci uděleny rozhodnutím předsedy Poslanecké sněmovny Parlamentu České republiky dne 25. března 2005.

## Doprava
Silniční doprava
- Obcí prochází silnice II/268 Mimoň - Mnichovo Hradiště - Boseň - Kněžmost - Horní Bousov, z obce do Mnichova Hradiště to jsou čtyři kilometry.

Železniční doprava
- Železniční trať ani stanice na území obce nejsou. Nejblíže obci je železniční stanice Mnichovo Hradiště ve vzdálenosti 3,5 kilometru ležící na trati 070 v úseku z Mladé Boleslavi do Turnova.

Autobusová doprava
- Obcí projížděly v květnu 2011 autobusové linky do těchto cílů: Dolní Bousov, Kněžmost, Mladá Boleslav, Mnichovo Hradiště, Sobotka (dopravci TRANSCENTRUM bus, s.r.o. a Dopravní podnik Kněžmost, s.r.o.) [15]

## Pamětihodnosti

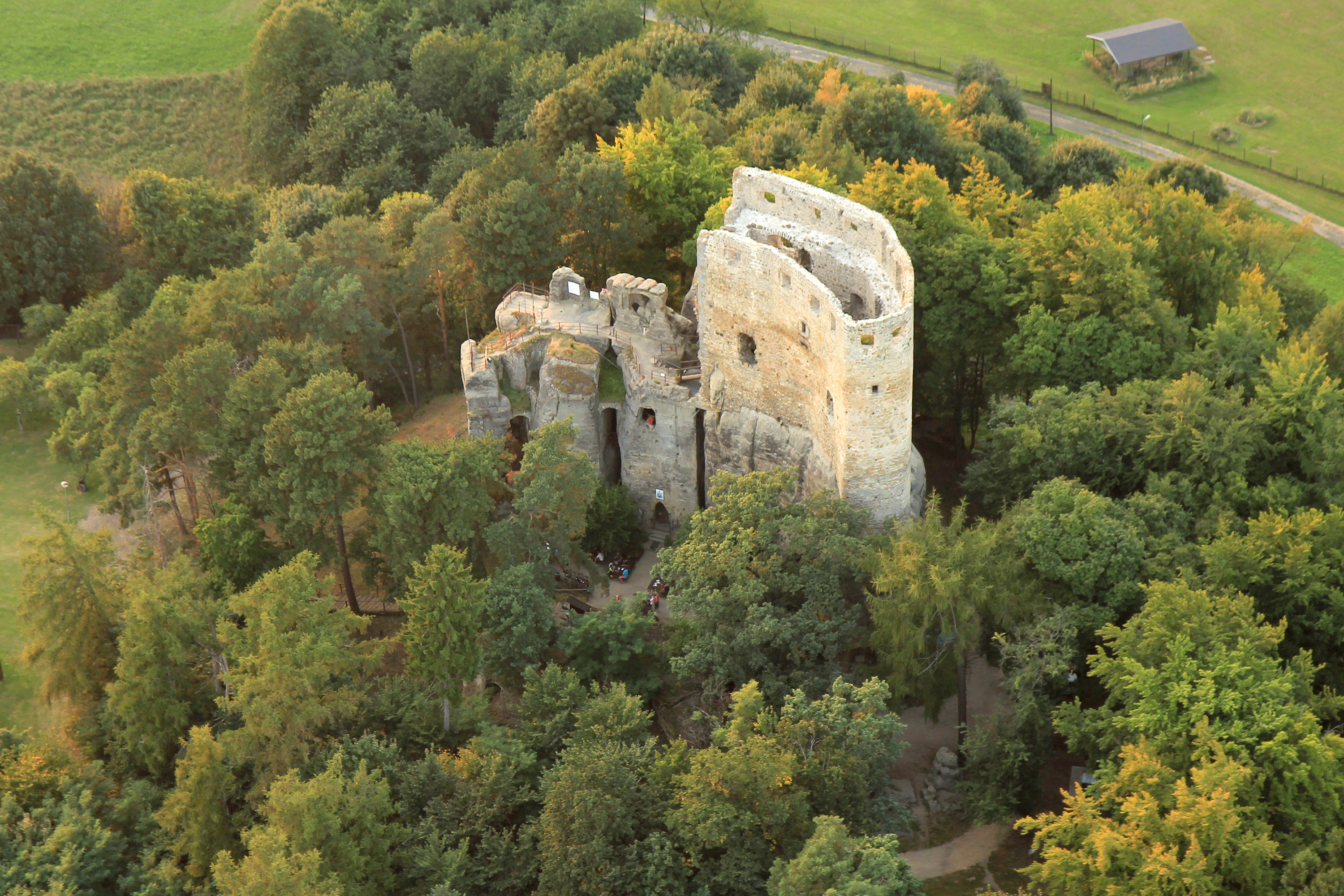
Letecký snímek hradu Valečov

- Hrad Valečov, zřícenina skalního hradu ze 14. století a archeologické naleziště severovýchodně od Bosně
- Kostel svatého Václava na návsi
- Fara
- Boseňská lípa, památný strom